# Paul Schleif
Paul Schleif (* 17. Januar 1889; † nicht ermittelt) war ein deutscher Ingenieur und Hochschullehrer.

## Leben und Wirken
Nach dem Schulabschluss studierte Schleif und erlangte den Abschluss als Diplomingenieur. Als solcher lebte er in Erfurt. 1954 wurde er an der Hochschule für Verkehrswesen in Dresden mit der Wahrnehmung einer neugeschaffenen Professur mit Lehrauftrag für elektrische Bahnanlagen und Lokomotiven beauftragt. 1956 erfolgte seine Ernennung zum Professor mit Lehrauftrag für elektrische Bahnen und Triebfahrzeuge. Eine seiner ersten wissenschaftlichen Tätigkeiten als Hochschulprofessor war die Abfassung der ab 1956 erschienenen Lehrbriefe Elektrische Zugförderung für das Fernstudium. Dabei arbeitete er eng mit Paul Kahler zusammen. 1959 erschien der dritte Lehrbrief. In den 1960er Jahren wurden leichtberichtigte überarbeitete Auflagen dieser drei Lehrbriefe im Transpress-Verlag für Verkehrswesen herausgegeben.
1957 erläuterte er in der Fachliteratur, warum wieder 16 2/3 Hz für den elektrischen Zugbetrieb der Deutschen Reichsbahn zum Einsatz kamen.